# Jane Swagerty
Jane Ellen Swagerty, nach Heirat Jane Ellen Hill, (* 30. Juli 1951 in Oakdale, Kalifornien) ist eine ehemalige Schwimmerin aus den Vereinigten Staaten, die eine olympische Bronzemedaille gewann.

## Karriere
Jane Swagerty vom Santa Clara Swim Club wurde bei den Ausscheidungswettkämpfen für das Olympiateam 1968 über 100 Meter Rücken Zweite hinter Kaye Hall. Bei den Olympischen Spielen 1968 in Mexiko-Stadt erreichte die 4-mal-100-Meter-Lagenstaffel mit Jane Swagerty, Suzy Jones, Susan Shields und Jan Henne den Endlauf mit der nach den Australierinnen zweitbesten Vorlaufzeit. Im Finale schwammen Kaye Hall, Catherine Ball, Ellie Daniel und Susan Pedersen sechs Sekunden schneller als die Vorlaufstaffel und siegten mit 1,7 Sekunden Vorsprung vor den Australierinnen. Gemäß den bis 1980 gültigen Regeln erhielten die Schwimmerinnen, die nur im Staffelvorlauf eingesetzt wurden, keine Medaille. Einige Tage später erreichten über 100 Meter Rücken mit Kaye Hall, Jane Swagerty und Kendis Moore alle drei Schwimmerinnen aus den Vereinigten Staaten das Finale. Kaye Hall erhielt die Goldmedaille vor der Kanadierin Elaine Tanner, dahinter belegten Jane Swagerty und Kendis Moore den dritten beziehungsweise vierten Platz.
Jane Swagerty studierte an der University of the Pacific.